# خورخه کنترراس
خورخه کنترراس (اسپانیایی: Jorge Contreras‎؛ زادهٔ ۳ ژوئیهٔ ۱۹۶۰) بازیکن سابق فوتبال اهل شیلی است.

## تیم ملی
او اولین بازی ملی خود را در کوپا دل پاسیفیکو [اسپانیا] ۱۹۸۳ انجام داد، در یک بازی دوستانه مقابل پرو، جایی که شیلی با نتیجه ۲–۰ پیروز شد در زمین ظاهر شد.

## باشگاهی
وی همچنین در تیم ملی فوتبال شیلی بازی کرده‌است.